# Апарисио, Карлос
Карлос Апарисио Ведия (исп. Carlos Aparicio Vedia; родился 16 января 1982) — боливийский политик, юрист и дипломат, занимающий пост посла Боливии в Перу с 2021 года. Изучая право в Университете Святого Франциска Ксаверия, стал приверженцем троцкистской политической теории и в итоге присоединился к зарождавшемуся Движению к социализму. Он занимал пост председателя молодёжного крыла отделения партии и участвовал в успешной избирательной кампании 2005 года. Был избран депутатом от Чукисаки сперва в Учредительное собрание (2006—2007), а затем в Палату депутатов (2010—2015). По завершении своего срока занимал пост заместителя министра общественной безопасности в 2015—2017 годах и посла в Италии в 2018—2019 годах.

## Ранние годы
Карлос Апарисио, кечуа происхождению, был одним из двенадцати детей, родившихся в бедной крестьянской семье Модесто Апарисио и Элизабет Ведиа родом из Винья-Пампы в провинции Асурдуй центральной Чукисака. Апарисио начал своё обучение в небольшом учебном заведении в деревушке Пука-Пука недалеко от Тарабуко, где его отец работал учителем. После пятого класса он перебрался в Тарвиту, где завершил оставшуюся часть своего среднего образования, окончив близлежащую школу Антонио Товара. Вскоре после этого он переехал в Сукре, где изучал право в Университете Святого Франциска Ксаверия, полагаясь на небольшую стипендию для покрытия расходов на еду, случайные заработки и помощь родителей, чтобы сводить концы с концами.
Идеологические воззрения Апарисио сформировались под сильным влиянием несправедливости, с которой сталкивалась его семья, будучи арендаторами в экономической системе асьенд. Его дядя был сторонником Движения за свободную Боливию, чья борьба против землевладельцев в поддержку земельной реформы пробудила интерес Апарисио к левым идеалам. Эта ориентация укрепилась во время его учёбы в университете, где он стал приверженцем троцкистской политической теории. По этому пути он вошёл в ряды зарождающейся партии Движение к социализму (MAS-IPSP), политическое присутствие которой укрепилось после всеобщих выборов 2002 года, извлекая выгоду из недовольства неолиберальной экономической системой и вызванного ей крайнего неравенства в стране. В 2003 году Апарисио был избран президентом молодёжного крыла MAS в Чукисаке, а в 2005 году он руководил предвыборной кампании отделения партии во время всеобщих выборов.

## Политическая карьера
Апарисио получил свою первую выборную должность в 2006 году, когда Движение к социализму избрало его своим кандидатом в Учредительное собрании по 5 округу Чукисаки. Эти выборы предоставили уникальную возможность попасть в большую политику новым лидерам, поскольку наиболее опытные старые политики участвовали в других выборах — муниципальных 2004 года и парламентских 2005 года. Эта смена поколений означала, что возраст новоиспечённых депутатов колебался от двадцати пяти до сорока лет. В возрасте двадцати четырех лет Апарисио был самым молодым среди мужчин-депутатов и входил в десятку самых молодых законодателей во всей ассамблее. Впрочим, возможности выделиться в собрании усложнялись из-за длительной поляризации по поводу региональных конфликтов. В частности, позиция MAS против переноса резиденции правительства из Ла-Паса обратно в историческую столицу Сукре вызвала недовольство среди населения департамента, а Апарисио с товарищами были заклеймены противниками как «предатели».
Несмотря на это, примерно одна десятая часть депутатов собрания накопила достаточный политический капитал, чтобы продолжить политическую карьеру и после закрытия этого органа. Среди них был и Апарисио, который в 2008 году был назначен координатором департамента по автономиям и отвечал за реализацию недавно предоставленной Чукисаке политической автономии. В следующем году местные партийные ячейки способствовали его выдвижению кандидатом на место в Палате депутатов. Он снова был представлен в пятом округе, выиграв на этот раз с гораздо более заметным отрывом, что отражало быстрый рост MAS к гегемонии в сельской местности. В нижней палате парламента Апарисио занимал должности среднего звена, например, возглавлял фракцию Чукисаки.
Как и большинство парламентариев от MAS, Апарисио не был выдвинут на переизбрание в 2014 году, что, в отличие от многих его коллег, не означало конца его политической карьеры. В сентябре 2015 года, через девять месяцев после ухода с поста, Апарисио был назначен заместителем министра общественной безопасности, чему способствовал его опыт работы на посту главы Комиссии Палаты депутатов по вопросам правительства, обороны и вооружённых сил. Апарисио выполнял поставленные задачи по управлению материально-техническим обеспечением и бюджетом полиции чуть менее двух лет, сохраняя при этом относительно низкую узнаваемость.
Ситуация изменилась в сентябре 2017 года, когда он был задержан полицией в Сукре после того, как на национальный день пешехода случайно сбил на своей машине трёхлетнюю девочку, в результате чего она получила травмы. На следующий день Апарисио на посту заместитея министра сменил Гонсало Тригосо, хотя чиновники заявляли, что он подал заявление об отставке ещё за несколько дней до инцидента, сославшись на личные причины. После трёхмесячного процесса местные суды закрыли дело после того, как Апарисио покрыл медицинские расходы до полного выздоровления ребенка, и семья девочки сняла все обвинения.

## Дипломатическая карьера
Скандал с ДТП, впрочем, не нанёс существенного ущерба политическим перспективам Апарисио. К концу ноября Апарисио уже был представлен как следующий посол в Италии, заняв эту должность в начале следующего года. Он выполнял дипломатические функции в Риме последующие два года, вплоть до падения администрации Эво Моралеса в ноябре 2019 года, когда консервативное переходное правительство уволило 80 % дипломатического персонала.
Хотя Движение к социализму под руководством Луиса Арсе вернулось к власти в конце 2020 года, внутрипартийная борьба ослабила национальное влияние Моралеса. Тем не менее, бывшему президенту удалось продвинуть на ключевые дипломатические должности многих функционеров своей администрации, в том числе Апарисио, который был назначен послом в Перу в начале 2021 года.

## Электоральная история
| Год                           | Партия | Партия                | Голоса | Голоса  | Голоса | Результат | Ссылка |
| Год                           | Партия | Партия                | Всего  | %       | Место. | Результат | Ссылка |
| ----------------------------- | ------ | --------------------- | ------ | ------- | ------ | --------- | ------ |
| 2006                          |        | Движение к социализму | 7,143  | 49.30 % | 1-е    | Избран    | [ 15 ] |
| 2009                          |        | Движение к социализму | 11,356 | 59.29 % | 1-е    | Избран    | [ 16 ] |
| Источник: Электоральный атлас |        |                       |        |         |        |           |        |